# The Life of the Party (film 1930)
The Life of the Party è un film del 1930 diretto da Roy Del Ruth. Il soggetto si deve a Darryl F. Zanuck che si firma con lo pseudonimo Melville Crossman.

## Trama
Flo e Dot, commesse in un negozio di musica di New York, sono una l'esatto opposto dell'altra: la prima è una cercatrice d'oro; la seconda, invece, è una ragazza bella e riservata. Rimproverate da Foster, il loro datore di lavoro, che le accusa di scarsa produttività e le licenzia, vanno a lavorare nel negozio di moda di Le Maire, un francese. Partono per l'Avana dove Flo scambia il colonnello Joy per un milionario di nome Smith. Dot, innamorata di Jerry, scopre che in realtà il vero milionario è lui.

## Produzione
Il film, prodotto dalla Warner Bros. Pictures (con il nome The Vitaphone Corporation), venne girato in interni ai Warner Brothers Burbank Studios al 4000 del Warner Boulevard di Burbank.

### Canzoni
- Can It Be Possible? - parole e musica di Sidney Mitchell, Archie Gottler e Joseph Meyer
- The Honeymoon Parade - parole di Sidney Mitchell, Archie Gottler e Joseph Meyer, musica di Gus Edwards

## Distribuzione
Il copyright del film, richiesto dalla Warner Bros. Pictures, Inc., fu registrato il 2 ottobre 1930 con il numero LP1602.
Distribuito dalla Warner Bros. Pictures (con il nome The Vitaphone Corporation), il film uscì nelle sale cinematografiche USA il 25 ottobre 1930. In Francia, fu distribuito con il titolo Charivari il 2 marzo 1938.